# فرودگاه آبی رودخانه کوون
فرودگاه آبی رودخانه کوون (به انگلیسی: Conne River Water Aerodrome) یک فرودگاه همگانی است که یک باند فرود آب دارد. این فرودگاه در کشور کانادا قرار دارد .